# Битва при Л'Эскироле
Битва при Л’Эскироле произошла 9 июля 1813 года во время Пиренейских войн, являющихся частью Наполеоновских войн.

## Предыстория
После капитуляции Валенсии 9 января 1812 года действия французской армии были приостановлены из-за болезни маршала Луи Габриэля Сюше, а переброска войск в Европу для вторжения Наполеона в Россию предотвратила дальнейшую экспансию. Сюше весь год вёл себя довольно пассивно, а 21 июля 1812 года генерал-майор Жан Изидор Арисп победил испанскую армию генерала Хосе О’Доннелла в битве при Касталье, в результате чего Томас Мейтланд отложил вторжение в Каталонию с моря и вместо этого высадил свою небольшую союзную армию в Аликанте, контролируемой испанцами. Тем летом и осенью Артур Уэлсли победил французов в битве при Саламанке, захватил Мадрид и вернулся в Португалию после осады Бургоса. Во время этих важных событий Сюше и Мейтланд бездействовали.
После победы Веллингтона в битве при Витории позиции Сюше в Валенсии и Арагоне оказались под угрозой, и его войска отступили, сосредоточившись под Барселоной, оставив гарнизоны в Дении (120 человек), Сагунто (1200), Пеньисколе (500), Морелье (120), Тортосе (5500), Мекиненсе (400) и Монсоне, на которые наступала армия Уильяма Бентинка из 28 тыс. испанцев, англичан, немцев и итальянцев.

## Битва
В июле 1813 года генерал Декан выдвинул план окружить войска союзников в Вике, административной и военной столице патриотических сил Испанцев. Приближаясь из Барселоны к Вальесу, он приказал генералу Ламарку покинуть Олот. Местом встречи должен был стать Л’Эскироль. 8 июля генерал Ламарк покинул Олот, направив колонну из 1,5 тыс. французов и около 300 миклетов, пройдя через церковь Ла Салют к Л’Эскиролю и дальше к Рода-де-Тер, когда к ним через реку подошли три испанские армии: генерала Мансо, Вильямиля и барона де Эролеса, всего около 8 тыс. человек, в том числе микелеты. Бой продолжался девять часов.

## Итог
9 июля Декан отступил под натиском испанцев к ла Салюту. После двухдневной обороны, когда у него уже кончились боеприпасы, он смог отойти благодаря прибытию колонны с подкреплением под командованием генерала Бёрманна, прибывшей из Амера. Имперские войска снова попытались прорваться через вражеские рубежи, но им так и не удалось этого сделать из-за ожесточённого сопротивления повстанцев.
Наконец 13 августа генерал Сюше ушёл из Таррагоны. После поражения Фредерика Адама в битве при Ордале Уильям Бентинк покинул Вильяфранку и вернулся в Таррагону, сдав командование, но победа Сюше не спасла положение французов в Каталонии. Поскольку его войска постоянно отвлекались для защиты восточной Франции, маршал был вынужден отступить к Пиренеям, оставив после себя несколько гарнизонов, которые были взяты один за другим, пока к концу конфликта в руках французов не осталась только Барселона.